# Escándalo de abusos infantiles en Plymouth de 2009
El caso de abusos a menores de Plymouth de 2009 refiere a una red de abusos a menores y pedofilia en la que estaban implicados al menos cinco adultos de distintas partes de Inglaterra. El caso se centró en las fotografías tomadas a 64 niños por Vanessa George, trabajadora de una guardería de Plymouth. El caso puso de relieve en los medios de comunicación y en la opinión pública el problema de los abusos sexuales a menores cometidos por mujeres, ya que todos los miembros de la red, excepto uno, eran féminas.

## Historia
Vanessa George, madre de dos hijos, trabajaba en la guardería Little Teds de Plymouth, una asociación sin ánimo de lucro. Entre finales de 2008 y principios de 2009, Vanessa George, Colin Blanchard y Angela Allen se conocieron en Facebook y comenzaron a enviarse correos electrónicos y mensajes de texto. Los mensajes eran a menudo de carácter sexual y pasaban a hablar de abusos a menores. La policía creyó que los tres participaban en un concurso para ver quién hacía la foto más depravada. George empezó a hacer fotos indecentes de niños de entre dos y cinco años en la guardería donde trabajaba, y también una foto de su hija, que entonces tenía 14 años. George solía enviar a Blanchard material captado durante su horario de trabajo, y éste, a su vez, lo compartía con Allen.
Un cuarto miembro de la red, Tracy Lyons, madre de nueve hijos y natural de Portsmouth, se declaró culpable en marzo de 2010 de agresión con penetración a un menor, agresión sexual a un menor de 13 años, incitación a un menor de 13 años a mantener relaciones sexuales y tres delitos de distribución de fotografías indecentes de un menor.
Un quinto miembro de la red, Tracy Dawber, cuidadora de Southport (Merseyside), fue declarada culpable de un delito de abusos sexuales a un bebé en octubre de 2010.

## Investigación y detenciones
En junio de 2009, un colega de Colin Blanchard encendió el ordenador portátil de Blanchard para investigar sus negocios mientras éste se encontraba en el extranjero. En su disco duro encontró imágenes de abusos sexuales a bebés y niños pequeños, que denunció a la policía del Gran Mánchester. La policía registró el ordenador de Blanchard y lo detuvo a su regreso a Inglaterra. Además del contenido pornográfico, se encontraron cadenas de mensajes y correos entre él, Vanessa George y Angela Allen.
El 8 de junio por la noche, la policía detuvo a George, trabajadora de la guardería Little Teds de Plymouth. George compareció ante el tribunal tres días después, acusado de agresión sexual y de crear, poseer y distribuir imágenes indecentes de menores. George admitió haber creado 124 imágenes indecentes de menores, dirigidas a los niños de la guardería. George no incluyó los rostros de estas víctimas en sus fotografías, lo que dificultó a la policía la identificación de víctimas concretas.

## Sentencia
El juicio fue presidido por el Juez Royce. George se declaró culpable de siete cargos de agresión sexual y seis de hacer y distribuir fotografías indecentes de niños. El 15 de diciembre de 2009, George fue condenada a una pena indeterminada, y se le comunicó que cumpliría al menos siete años de prisión, con la condición de que debía demostrar que era segura para la sociedad antes de ser puesta en libertad.
Allen se declaró culpable de distribuir una imagen indecente y de cuatro delitos de agresión sexual, todos ellos contra menores. El 15 de diciembre también se le impuso una condena indeterminada, con una pena mínima de cinco años.
El 10 de enero de 2011, Blanchard fue condenado a una pena indeterminada de al menos nueve años, y otros dos miembros de la red de pedofilia, Tracy Dawber y Tracy Lyons, fueron condenados a cuatro y siete años respectivamente.

## Polémica
En marzo de 2010, un libro escrito por Wensley Clarkson, Vanessa: A Portrait of Evil, causó controversia cuando los padres de las víctimas arremetieron contra él, calificándolo de "enfermo" y diciendo que estaban "horrorizados". El autor defendió su postura sobre el libro, afirmando que fue escrito como un intento genuino de entender lo que George hizo y por qué lo hizo.

## Excarcelación de Lyons
Lyons fue puesta en libertad en octubre de 2011, nueve meses después de su condena, tras haber pasado dos años en prisión. Su liberación fue condenada por la organización benéfica de protección de la infancia Kidscape, con su portavoz Claude Knights declarando: "Esta liberación anticipada es una traición a las víctimas y a sus familias, cuyo sufrimiento continuará durante años".

## Legado
El caso dio lugar a un mayor reconocimiento del problema de las mujeres pedófilas, delincuentes sexuales, y de la magnitud de sus delitos, con una estimación que sugiere que al menos el 10% de los delincuentes sexuales son mujeres. El caso también cuestionó el falso estereotipo de que solo los hombres abusan sexualmente de los niños. Anteriormente, algunos habían intentado culpar a los hombres del comportamiento de las mujeres que abusaban sexualmente de menores, sugiriendo que éstas solían actuar bajo coacción o coerción. 
Este caso demuestra que los agresores actuaban por voluntad propia y para su propia satisfacción sexual. Michele Elliott, de la organización benéfica de protección de la infancia Kidscape, declaró que "la realidad es que las mujeres abusan, las mujeres abusan sin que los hombres les digan que abusen, y creo que tenemos que reconocerlo por el bien de los niños que están siendo abusados". El caso también promovió llamamientos para que se investigara más sobre los delitos cometidos por mujeres pedófilas.
El caso llevó al Ayuntamiento de Plymouth a iniciar una revisión de casos graves, cuyo informe se publicó el 4 de noviembre de 2010. En él se concluía que, aunque la responsabilidad última de los abusos recaía en George y que ningún "profesional podría haber predicho razonablemente que George podría suponer un riesgo para los niños", había varios fallos en la gestión de la guardería, en la contratación, en los informes del personal y en otras disposiciones, que habían "proporcionado un entorno ideal" para que ella abusara. También especuló con que, o bien una inspección de la guardería realizada por Ofsted en 2008 unos meses antes, en la que se calificó a la guardería de "buena" en materia de protección infantil, no había sido adecuada, o bien que el "marco de inspección de Ofsted no es adecuado".
Little Ted's, la guardería privada donde se produjeron los abusos, estaba situada en los terrenos de la escuela primaria Laira Green. La guardería cerró en el momento de las primeras detenciones, en junio de 2009. En septiembre de 2010 se inauguró en su lugar una nueva instalación, una unidad preescolar denominada Greenshoots, que se gestionaría conjuntamente con la escuela y cuyo consejo de administración estaría formado por el director de la escuela.

## Liberación de Vanessa George
Vanessa George fue puesta en libertad en septiembre de 2019 tras cumplir diez años de prisión. La junta de libertad condicional aprobó su excarcelación en julio de 2019.